# Alotrasplante
Un alotrasplante es un proceso en el cual células, tejidos u órganos se trasplantan de una persona a otra, genéticamente diferentes, denominados donante, que es de donde proviene el tejido y receptor el que recibe el tejido. En los alotrasplantes (del griego ἄλλος álos, otro), el donante y el receptor son de la misma especie pero no son genéticamente iguales. Es el tipo de trasplante más común. Uno de los principales problemas que plantean es el rechazo. Los alotrasplantes también son conocidos como homotrasplantes. El aloinjerto es el traslado quirúrgico de tejidos de una parte del cuerpo a otra o de una persona a otra.
En la actualidad se realizan alotrasplantes de células, tejidos, tejidos compuestos y órganos. El caso mejor conocido de alotrasplante es el de células sanguíneas. Sin embargo existen limitantes para realizar este tipo de trasplante de las cuales tiene gran relevancia la respuesta inmune del receptor hacía el tejido trasplantado, ya que este tipo de trasplantes, entre individuos sin relación génica y sin tratamiento previo, son rechazados por el receptor entre los primeros días (de 7 a 10 días) debido a la respuesta inmune primaria contra el alotrasplante. Por esta razón para realizar este tipo de trasplante se tienen que hacer diferentes pruebas de histocompatibilidad entre el donador y el receptor, para estar más seguros de que no causará un rechazo del trasplante, dichas pruebas comprenden: grupo ABO, reacciones cruzadas utilizadas para establecer la existencia de anticuerpos pre-sensibilizados contra el HLA del donador, asimismo se realizan pruebas de diabetes, cardiopatía, función renal, neoplasias e infecciones al donador, cuando es donador vivo.
Cuando el donador ya falleció más que nada se le realizan las pruebas de grupo ABO, antígenos de HLA e infecciones, la mayoría de los trasplantes se hacen de un donador cadavérico, un donador cadavérico se puede considerar cuando la persona tiene muerte cerebral. Dentro de las pruebas que se realizan también se toma en cuenta si es el primer o segundo trasplante del receptor ya que este último puede tener más riesgo de rechazar el aloinjerto, ya que puede tener células inmunes de memoria.

## Historia
A principios del siglo XVIII, Charles-Édouard Brown-Séquard propuso que se podían reimplantar las partes amputadas, así que empezó a trasplantar colas de ratas y de gatos en las crestas de los gallos, además implantó testículos de caballo en perros. En el siglo XIX tuvo lugar el desarrollo de injertos libres, es decir de todo tipo, más tarde se dieron cuenta de que diferentes especies e incluso diferentes organismos no son compatibles, por lo que la idea de trasplantar partes u órganos completos cambió, en este sentido a finales del siglo XIX, las investigaciones empezaron a realizarse en la parte biológica. Alexis Carrel empezó a trasplantar órganos animales con su técnica de disección cuidadosa y la sutura exacta de las capas vasculares, con esto obtuvo el premio Nobel en 1912 y observó que el alotrasplante funcionaba por cierto tiempo, sin embargo había un proceso biológico que ocasionaba el rechazo.
En 1960 se empezaron a realizar pruebas de histocompatibilidad y a dar terapia inmunosupresora con prednisona y azatioprina. Esto disminuyó las complicaciones infecciosas y la mortalidad. En la década de 1980 la terapia con anticuerpos monoclonales elevó el éxito de los trasplantes renales, cardiacos, hepáticos, pulmonares y de páncreas. En la década de 1990 se obtuvieron nuevos fármacos inmunosupresores como el tacrolimus, el micofenolato de mofetilo, la rapamicina, así como de anticuerpos monoclonales humanizados contra la cadena alfa del CD25 presente en las células T reguladoras.
En 1997 se celebraron 40 años de los trasplantes en América Latina, de los cuales los primeros fueron realizados en Brasil y Argentina, rápidamente se hicieron trasplantes también en México, Colombia, Puerto Rico, Chile, Venezuela y Uruguay, sin embargo hasta 1970 se realizaron los trasplantes ya más formales, es decir con personal entrenado contribuyendo en la solución de los problemas que tenían las personas de órganos con insuficiencia terminal.
En México se realizan trasplantes de riñón desde 1963. En 1971 se inició con el programa de trasplantes en el Instituto Nacional de Salud en  la Ciudad de México. Hacia 1973, se  inició el programa de trasplantes en niños con órganos de donadores pediátricos cadavéricos. En 1985, se realizó en México el primer trasplante de hígado en el Instituto Nacional de Ciencias Médicas y Nutrición y en 1987, el primero de páncreas. En el mismo instituto y en 1988, el primer trasplante de corazón en el Centro Médico de la Raza del IMSS, y en 1989 se llevaron a cabo los trasplantes de pulmón, de médula ósea y de tejido nervioso.

## Reacción de rechazo en alotrasplantes
Los rechazos del alotrasplante pueden deberse a que el donador tiene un diferente tipo de HLA que el receptor, el cual puede provocar una respuesta inmune contra el alotrasplante, esto debido a diferentes mecanismos de reconocimiento de las células o HLA extraño, entre estos mecanismos se encuentra la presentación de antígeno por la vía directa e indirecta.
Vía directa: el linfocito T reconoce el HLA, presente en la célula presentadora de antígeno (CPA) del donador.
Vía indirecta: el alo-HLA es reconocido por la célula presentadora de antígeno del receptor, lo capta, lo procesa y se lo presenta al linfocito T.
Existen diferentes tipos de rechazo al aloinjerto, el rechazo hiperagudo, agudo y crónico.
Rechazo hiperagudo es representado por oclusión trombótica de la vasculatura del alotrasplante, este empieza a unos minutos u horas después del trasplante debido a la existencia previa de anticuerpos contra el alotrasplante, es decir ya hay células de memoria en el receptor, esto ocurre generalmente en pacientes que ya han sido trasplantados previamente.
Rechazo agudo se caracteriza por hinchazón, dolor en el sitio del alotrasplante, también puede observarse incremento de la temperatura, en este rechazo hay una lesión vascular, donde intervienen linfocitos T y la activación del complemento por anticuerpos causando el reclutamiento de neutrófilos y macrófagos, este rechazo se genera una semana después del trasplante.
Rechazo crónico  en este caso el aloinjerto dura más de 6 meses sin embargo lentamente se desarrolla una oclusión arterial, esto a causa de la proliferación de las células musculares lisas, provocando la pérdida del órgano.

## Inmunosupresión en alotrasplantes
Al funcionar de forma normal el sistema inmune del receptor es casi seguro que habrá un rechazo del alotrasplante, por lo que después de la operación, se debe llevar un tratamiento inmunosupresor que evite una reacción por parte del sistema inmune del receptor hacia el aloinjerto, previniendo el rechazo, en este sentido se trata con corticoesteroides y se realiza una supresión adicional dependiendo del tipo de aloinjerto y compatibilidad tisular como la ciclosporina en el trasplante de corazón, sin embargo a concentraciones óptimas para una inmunosupresión conlleva a lesiones renales. Ocasionalmente se utiliza la linfoplasmasféresis para eliminar los linfocitos e inmunoglobulinas del receptor, además se utilizan fármacos inmunosupresores concomitantes.